# 東方圖書館
東方圖書館是一座首創以私家藏書開放公眾閱覽的圖書館，1925年於中華民國上海市成立，原位于闸北宝山路，於1932年毀於一二八事變。

## 設立背景

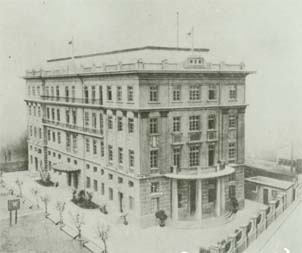
东方图书馆

商務印書館自1904年始有一編譯所圖書室。1909年，商務編譯所圖書室擴大成為五層大廈「涵芬樓」，除提供商務內部人員使用，其目的在於實踐清末民初仕紳們欲「保存國粹、延續文化」而廣泛蒐書的崇高理想。
涵芬樓時期，古籍徵購的任務由張元濟負責。張元濟窮畢生之力蒐書，在《東方圖書館概況·緣起》中自述：「十餘年來，搜求未輟，每至京師，必捆載而歸。估人持書叩門求售，苟未有者，輒留之。即方一門，已有二千一百餘種。雖多闕，要為巨觀。日本歐美名家撰述暨歲出新書，積年藏奔，數亦非鮮。」甚至在自家門口張貼「收買舊書」。
1925年，涵芬樓改為「東方圖書館」，善本室仍稱涵芬樓。商務印書館以一私人企業，將盈餘支持幾乎無獲利商機的公共圖書館，此舉在當時首開風氣之先。此外，以開架式圖書館經營，雖圖書容易遺失，但可節省填寫借書證、館員找書的時間，王雲五因此認為能夠「免去學識庸庸而好漂亮者難為情與恐懼之觀念」。

## 沿革
1926年，東方圖書館開始每天下午對外開放。1931年正式開幕。其二十餘年的豐富藏書，獲致學術界的肯定。「涵芬樓」善本古籍收藏達3,745種，共35,083冊，以方志收藏最精全、佔全國應有總數84%。館藏書量高達463,083冊，甚至超越國立北平圖書館。至於與商務相競爭的中華書局圖書館，至1934年的藏書也僅約九萬冊。
1932年，侵華日軍進入上海，發生一二八事變，商務印書館總廠、編譯所、尚公小學等文化設施皆為日機炸毀。東方圖書館除了移送至銀行保險庫存放的五千餘冊宋元善本倖免於難外，餘皆化為灰燼。有「亞洲第一」之稱的東方圖書館自此一夕消失。
事變後，商務成立了“東方圖書館復興委員會”，張元濟任主任，蔡元培、胡適、王雲五、陳光甫任委員。
中華人民共和國建國後，東方圖書館藏書移至中國國家圖書館，包含21冊《永樂大典》。